# Црква Свете великомученице Марије Магдалене у Моштаници
Црква Свете великомученице Марије Магдалене у Моштаници, насељеном месту на територији града Врања, православни је храм који припада Епархији врањској Српске православне цркве.
Црква посвећена Светој великомученици Марији Магдалени, према натпису на мермерној плочи, подигнута је 1934. године:
Храм овај Свете блажене Магдалене подигнут је 1934. за време Њ. В. Краља Александра, освећен од Њ. В. Преосвештеног митрополита скопског Јосифа, подигнут зауазимањем светеника Божидара Ристића и грађана села Моштанице, освећен 18. авг. 1935.
На цркви су 2003. године реновирани кров и фасада, а 2013. године и унутрашњост цркве.